# Natalia Madaj
Natalia Madaj (* 25. Januar 1988 in Piła) ist eine polnische Ruderin und Olympiasiegerin. 

## Karriere
Natalia Madaj war 2006 Juniorenweltmeisterin im Einer. 2007 gewann sie in der gleichen Bootsklasse die U23-Weltmeisterschaften. Ebenfalls 2007 belegte sie mit dem polnischen Doppelvierer den fünften Platz bei den Europameisterschaften. 2008 war sie mit Magdalena Fularczyk im Doppelzweier Dritte bei den U23-Weltmeisterschaften. Ende 2008 erruderten die beiden die Silbermedaille bei den Europameisterschaften. 2009 startete sie wieder im Einer bei den U23-Weltmeisterschaften. Dieses Mal gewann sie das B-Finale und belegte damit den siebten Platz. Im Doppelzweier belegte sie zusammen mit Agata Gramatyka den dritten Platz bei den Europameisterschaften 2009. Bei ihrem letzten Start bei U23-Weltmeisterschaften belegte Madaj 2010 den fünften Platz im Einer. Mit dem polnischen Doppelvierer verpasste sie als Vierte der Europameisterschaften 2010 ebenfalls die Medaillenränge. 2011 erreichte sie mit dem polnischen Doppelvierer den achten Platz bei den Weltmeisterschaften, bei den Europameisterschaften erkämpften die Polinnen die Silbermedaille hinter den Ukrainerinnen. 2012 gewann der polnische Doppelvierer bei der Qualifikationsregatta für die Olympischen Spiele. Bei der Olympiaregatta belegten die Polinnen wie bei den Weltmeisterschaften im Vorjahr den achten Platz. Zum Abschluss der Olympiasaison erhielten die Polinnen wie im Jahr zuvor die Silbermedaille hinter den Ukrainerinnen bei den Europameisterschaften.
2013 rückte Natalia Madaj wieder zu Magdalena Fularczyk-Kozłowska in den Doppelzweier, der bei den Ruder-Europameisterschaften 2013 den zweiten Platz hinter dem litauischen Boot belegte. In der Weltcupsaison 2013 fuhren Fularczyk-Kozłowska und Madaj im Doppelvierer, bei den Ruder-Weltmeisterschaften 2013 in Chungju erreichte der polnische Doppelvierer den dritten Platz. 2014 kehrten Fularczyk-Kozłowska und Madaj zurück in den Doppelzweier und gewannen den Titel bei den Ruder-Europameisterschaften 2014, bei den Ruder-Weltmeisterschaften 2014 gewannen die beiden Polinnen die Silbermedaille hinter Neuseeland. Auch 2015 starteten Fularczyk-Kozłowska und Madaj im Doppelzweier, bei den Europameisterschaften in Posen gewannen die beiden die einzige Goldmedaille für das Gastgeberland. Nachdem sich die beiden Polinnen bei den Weltmeisterschaften 2015 mit einem vierten Platz für die Olympischen Spiele 2016 qualifiziert hatten, gewannen sie 2016 bei den Weltcup-Regatten in Varese und Posen. Bei den Olympischen Spielen 2016 siegten die Polinnen in Vorlauf, Halbfinale und Finale.